# Iridium(IV)oxide
Iridium(IV)oxide is een oxide van iridium en heeft als brutoformule IrO2. De stof komt voor als een zwart poeder, dat onoplosbaar is in water.

## Synthese
Iridium(IV)oxide kan worden bereid door iridiumpoeder te verbranden:
{\displaystyle {\ce {Ir + O2 -> IrO2}}}

## Eigenschappen
Onder invloed van hoge temperaturen vindt de ontledingsreactie plaats tot de samenstellende elementen. Wanneer het samen met zuurstofgas verhit wordt tot 1200°C, dan wordt iridium(VI)oxide gevormd, dat enkel maar in de gasfase en bij zeer hoge temperatuur stabiel is:
{\displaystyle {\ce {2IrO2 + O2 -> 2IrO3}}}

## Kristalstructuur
Iridium(IV)oxide heeft dezelfde kristalstructuur als titanium(IV)oxide (zogenaamde rutielstructuur). Het kristalliseert uit in een tetragonaal kristalstelsel en behoort tot ruimtegroep P42/mnm. De parameters van de eenheidscel bedragen:
- a = 449,83 pm
- c = 354,4 pm

## Toepassingen
Het wordt enkel gebruikt om anode-elektroden te coaten voor industriële elektrolyse.